# Прапор Берестечка
Пра́пор Бересте́чка затверджений 22 червня 2001 тринадцятою сесією Берестечківської міської ради другого скликання.
Автор — Андрій Гречило.

## Опис
Квадратне полотнище, яке складається з двох горизонтальних полів — верхнього синього (завширшки в 2/3 сторони хоругви), у якому проростає жовтий берест із трьома листочками, та нижнього, розділеного косошахово на жовті та червоні поля.

## Зміст
Паросток береста (в'яза листуватого) указує на одну з версій про походження назви міста від берестяних лісів. Шахове ділення уособлює поле бою, политі кров'ю піщані ґрунти. Символи вказують на відродження містечка після різних трагічних та складних подій. Синій колір означає доброзичливість і благородство, а також води річки Стир.